# مسجد حبیب موسی
مسجد حبیب موسی مربوط به دوره صفوی - دوره قاجار است و در کاشان، خیابان امام، کوچه زیارت حبیب موسی واقع شده و این اثر در تاریخ ۲۴ اسفند ۱۳۸۳ با شمارهٔ ثبت ۱۱۵۷۲ به‌عنوان یکی از آثار ملی ایران به ثبت رسیده است.